# BA-64
Der Panzerspähwagen BA-64 (russisch БА-64) war ein leichtes Erkundungsfahrzeug, das 1942 bei den Aufklärungseinheiten der Roten Armee in Dienst gestellt wurde. In den Anfangsjahren der DDR wurde der BA-64 auch von der Volkspolizei und der NVA genutzt, einige dieser Fahrzeuge wurden im Koreakrieg auf nordkoreanischer Seite eingesetzt.

## Geschichte
Vor dem BA-64 verfügte die Rote Armee nur über Panzerwagen und Panzerspähwagen mit Hinterradantrieb, wie den BA-20 und den BA-10. Diese Fahrzeuge waren jedoch zu groß und zu schwer, und ihr Hinterradantrieb verhinderte eine gute Geländegängigkeit. Daher begann man mit der Entwicklung einer Lösung, die schließlich zum BA-64 führte. Dieses leichte Fahrzeug wurde ab 1942 in der Roten Armee zu Aufklärungs- und Verbindungszwecken eingesetzt. Es basiert auf dem Fahrgestell des leichten Geländewagens GAZ-64, der Aufbau der Panzerung war stark von dem leichten Spähpanzer der Wehrmacht beeinflusst. Es gab Versionen mit und ohne Funkgeräte, sowie eine Version mit einem 12,7-mm-DSchK-Maschinengewehr. Mitunter wurden im Feld aber auch Panzerbüchsen oder erbeutete 2-cm-Maschinenkanonen eingebaut.

## Produktion
Insgesamt wurden von 1942 bis 1946 3901 BA-64 und 5209 des verbesserten BA-64B gefertigt. Der Nachfolger ist der größere und schwerere BTR-40, dessen Produktion 1947 begann.

## Varianten

### BA-64B
Die ursprüngliche Bauform wurde ab 1943 auf die Verwendung des Chassis des GAZ-67 angepasst, hinzu kamen ein neuer Vergaser, geänderte Lufteinlässe und Nahkampföffnungen in der Panzerung (russisch БА-64Б). 

### BA-64SchD
Zur Kontrolle von Schienenwegen entstand auch eine Variante, die als Zweiwegefahrzeug auf Schienen fahren konnte (russisch БА-64ЖД, von железная дорога, Eisenbahn). 

## Einsatz

### BA-64 (r)
Einzelne erbeutete Fahrzeuge wurden unter der Bezeichnung BA-64(r) von Wehrmacht, Waffen-SS und Ordnungspolizei eingesetzt. Um zu verhindern, dass diese von eigenen bzw. verbündeten Truppen angegriffen wurden, erfolgte eine Kennzeichnung mit übergroßen Balkenkreuzen.

### Deutsche Demokratische Republik
Die Fahrzeuge kamen in der Version BA-64B auch in der Kasernierten Volkspolizei zum Einsatz.